# Elżbieta Tarnawska
Elżbieta Tarnawska (* 28. April 1948 in Warschau) ist eine polnische Pianistin und Musikpädagogin.

## Ausbildung
Tarnawska studierte Klavier am St. Petersburger Konservatorium in der Klasse von Ludmiła Umanska und an der Fryderyk-Chopin-Universität für Musik in Warschau bei Regina Smendzianka. Anschließend absolvierte sie ein Aufbaustudium am Moskauer Konservatorium bei Wiktor Mierżanow und Irina Rumiancewa-Dabrowski sowie in Paris bei Monique Haas. Als Fulbright-Stipendiatin vertiefte sie ihre Kenntnisse in New York bei Eugene List und bei Nelita True an der University of Maryland, wo sie auch ihre Doktorarbeit fertigte.

## Konzert- und Lehrtätigkeit
In den Jahren 1974 bis 1981 war sie überwiegend als Konzertpianistin tätig: Tarnawska trat in zahlreichen polnischen Konzertsälen auf und spielte mit namhaften Dirigenten wie Tomasz Bugaj, Jerzy Katlewicz, Jerzy Maksymiuk, Tadeusz Strugała, Antoni Wit und Tadeusz Wojciechowski. Ihre Agentur vermittelte ihr Auftritte in fast allen europäischen Ländern, außerdem in den Vereinigten Staaten und in Kuba. Tarnawska nahm an vielen nationalen und internationalen Festivals auf der ganzen Welt teil, darunter das Klavierfestival in Słupsk, das Internationale Chopin-Festival in Duszniki-Zdrój, das Liszt-Festival an der Katholischen Universität von Amerika in Washington D.C., in Karlsbad und Marienbad, die Festivals der Preisträger internationaler Musikwettbewerbe in Warschau und Katowice, das Festival Mozartowski an der Musikakademie in Warschau und das Internationale Festival Chopin in den Farben des Herbstes in Antonin. Sie betätigte sich auch als Jurorin bei Klavierwettbewerben in Polen, Großbritannien, Spanien, der Ukraine und den USA.
1973 unterrichtete Tarnawska Klavier an der Staatlichen Musikschule Karol Szymanowski in Warschau. Während ihres 11-jährigen Aufenthaltes in den Vereinigten Staaten war sie als Musikpädagogin an zahlreichen Musikschulen und -hochschulen tätig, darunter dem Peabody Institute in Baltimore. Ab 1993 arbeitete sie als Lehrerin für Klavier an der Fryderyk-Chopin-Universität in Warschau. In den Jahren 2005 bis 2008 war sie an dieser Universität Vizerektorin für studentische Angelegenheiten und Außenbeziehungen sowie Professorin in der Klavierabteilung. Zudem unterrichtete sie an der Musikakademie Łódź. Im Oktober 2012 wurde sie vom polnischen Staatspräsidenten Bronisław Komorowski zur Professorin für Tonkunst (polnisch profesor sztuk muzycznych) ernannt.
Neben ihrer Konzert- und Lehrtätigkeit verfasste Tarnawska auch Artikel zu verschiedenen Themen im Zusammenhang mit dem Klavier, die in vielen Zeitschriften in Polen und im Ausland veröffentlicht wurden. Darüber hinaus war sie von 1976 bis 1978 Autorin und Moderatorin von Musikprogrammen im polnischen Fernsehen. 2005 kommentierte sie die Leistungen der Teilnehmer des Internationalen Chopin-Wettbewerbs für TVP Kultura, den Kulturfernsehsender des polnischen öffentlich-rechtlichen Fernsehsenders Telewizja Polska.
Sie ist stellvertretende Vorsitzende des Rates für künstlerische Bildung (polnisch Rada ds. Szkolnictwa Artystycznego) im Kulturministerium und Mitglied des Expertenausschusses für Lehrerförderung (polnisch Komisja Ekspertów ds. Awansów Nauczycieli).

## Preise und Auszeichnungen
- 1975: Finalistin im 9. Internationalen Chopin-Wettbewerb in Warschau (Auszeichnung)
- 1977: 6. Preis beim Long-Thibaud-Crespin-Wettbewerb in Paris
- 2019: Nominierung für den Musikpreis Fryderyk in der Kategorie „Soloalbum des Jahres“ für das Album Chopin – Konkurs, Życie. Elżbieta Tarawska (Label Dux)[4]